# Godyris diaphana
Godyris diaphana is een vlinder uit de familie Nymphalidae. De wetenschappelijke naam van de soort is voor het eerst geldig gepubliceerd in 1930 door Johannes Karl Max Röber.